# Раскопанцы

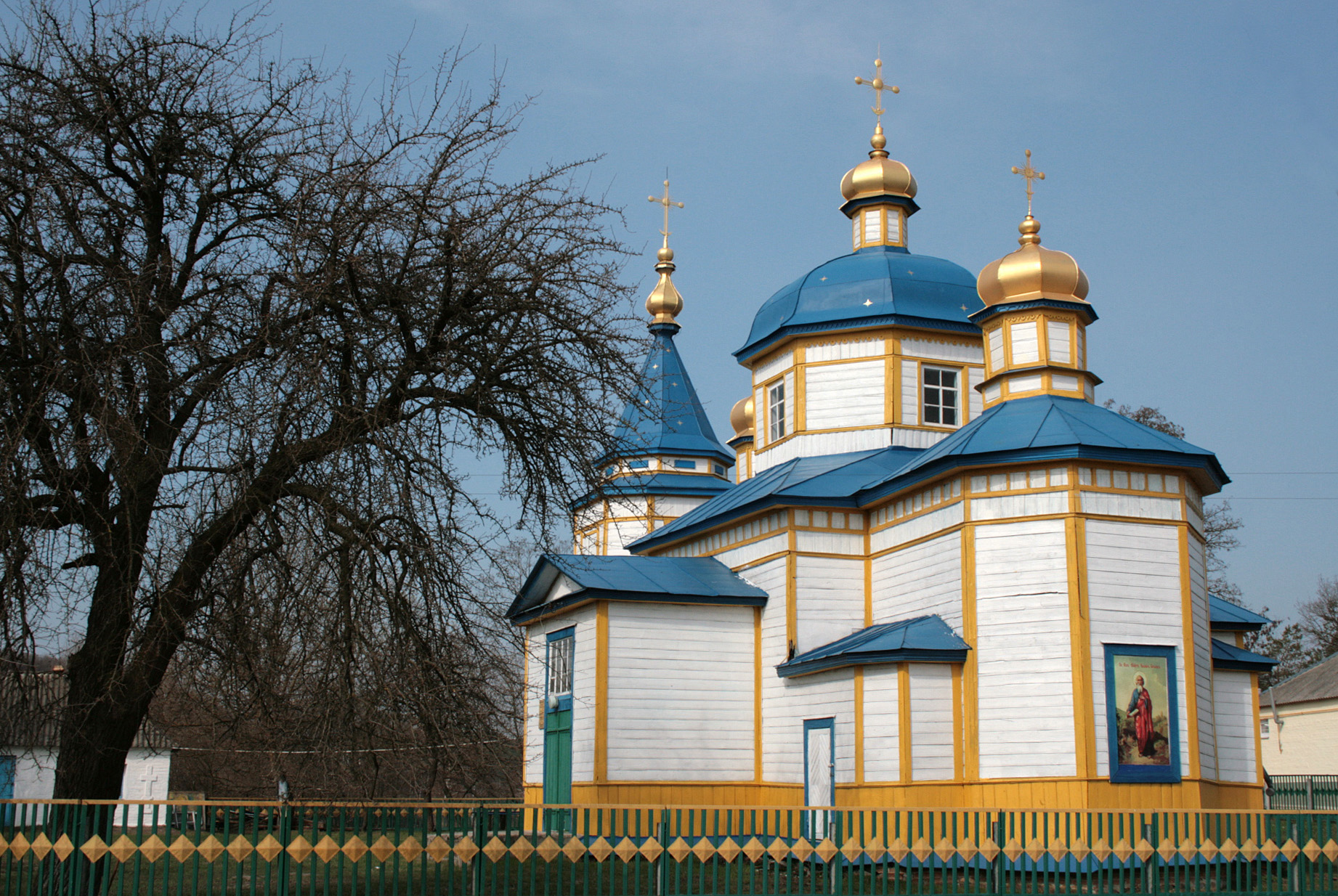
Церковь Иоанна Богослова, 19 в.

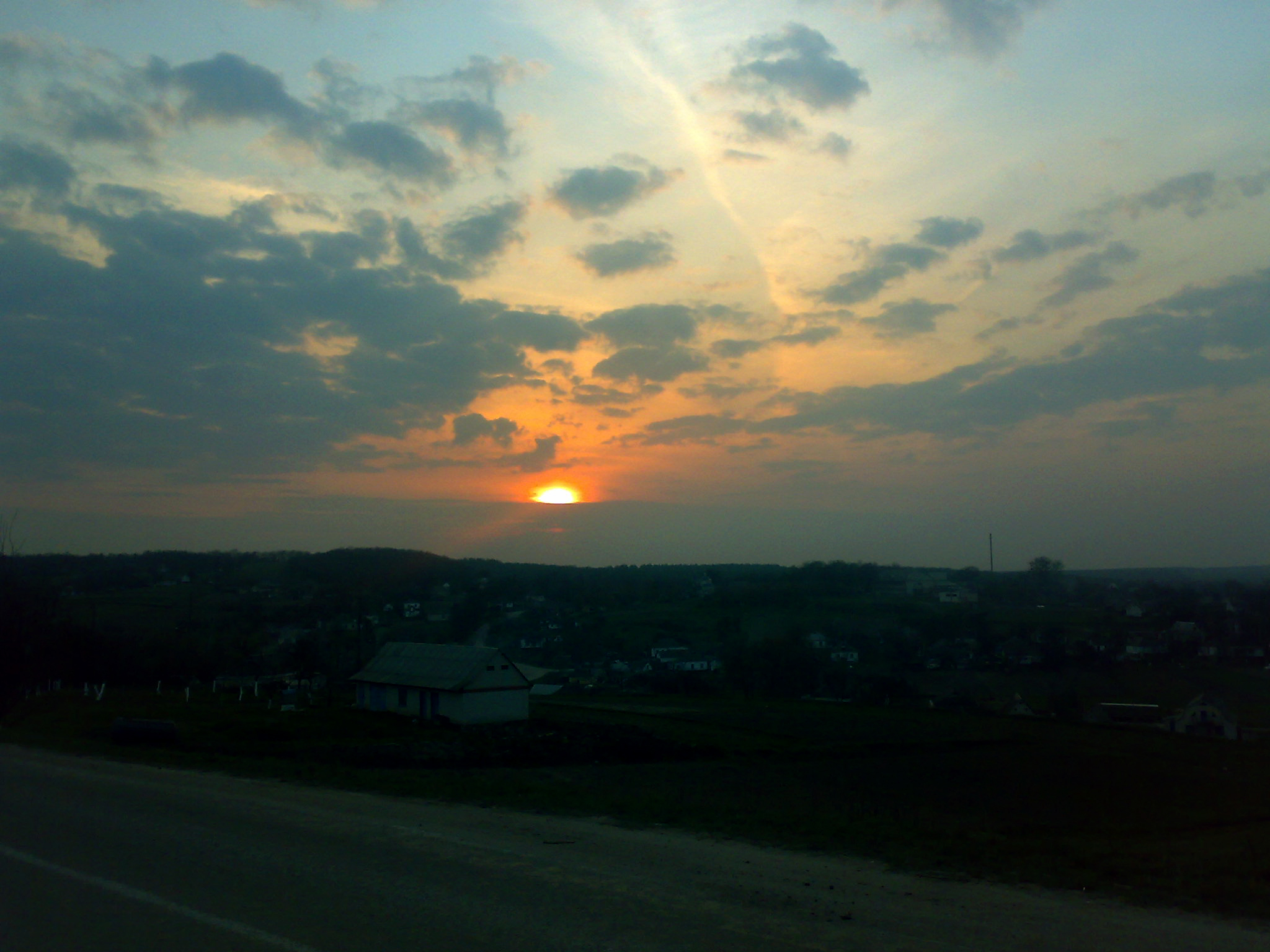
Заход солнца в Раскопанцах

Раско́панцы (укр. Розкопанці) — село, с 2020 года входит в Богуславскую городскую общину Обуховского района Киевской области Украины. 
До административной реформы село входило в Богуславский район Киевской области.
Расположено на правом берегу реки Рось, расстояние до города Богуслав - 3 км. 
Население по переписи 2001 года составляло 969 человек. Почтовый индекс — 09715. Телефонный код — 4561. Занимает площадь 1,8 км². Код КОАТУУ — 3220686201.

## Географическое положение
Раскопанцы — ближайшее село в южно-западном направлении от центра общины — города Богуслав. Далее в западном направлении от Раскопанец, в 6 км расположено село Дыбенцы. 
Село Раскопанцы расположено на правом берегу реки Рось, напротив, на левом берегу реки лежит село Мисайловка. 
Расстояние до центра общины — 3 км, до районного центра, г. Обухов, автодорогами — 75 км, до областного центра — 129 км. 
Рельеф села холмистый, с южной и западной стороны село окружено лесопосадкой.

## История
Первые сведения о селе, расположенном в 3 км к западу от Богуслава датируются 1830 годом, хотя люди заселили эту территорию гораздо раньше. Рельеф села холмистый, очевидно объясняет название села от глагола «раскопать»: первые поселенцы жили в землянках, вырытых («раскопанных») в окружающих холмах.
По состоянию на 1885 в селе, принадлежащего к Богуславской волости Каневского уезда Киевской губернии проживало 818 человек, насчитывалось 100 дворовых хозяйств, существовали школа и постоялый дом.
По переписи 1897 года число жителей возросло до 1136 человек (550 мужского пола и 586 - женского), из которых 1107 - православной веры.
1910 года в селе было открыто церковно-приходскую школу, в которой было 4 класса, уроки в школе проводил священник. Здание этой школы служило по назначению вплоть до открытия новой школы в 1993 году. По состоянию на 2020 год в помещении «старой школы» находятся 2 магазина, основная площадь арендуется частным предприятием.
В конце 20-х годов с приходом и утверждением советской власти в Раскопанцах создан первый колхоз. Впоследствии Раскопанецкий колхоз был объединен с Хохитвянским колхозом «Украина», а в Раскопанцах осталась колхозная бригада.
В 1990-х годах колхозные угодья были разделены на паи между членами бывшего колхоза и со временем приватизированы. До сих пор большинство сельскохозяйственных земель вокруг села арендуется Хохитвянським сельскохозяйственным предприятием.

## Образование и культура

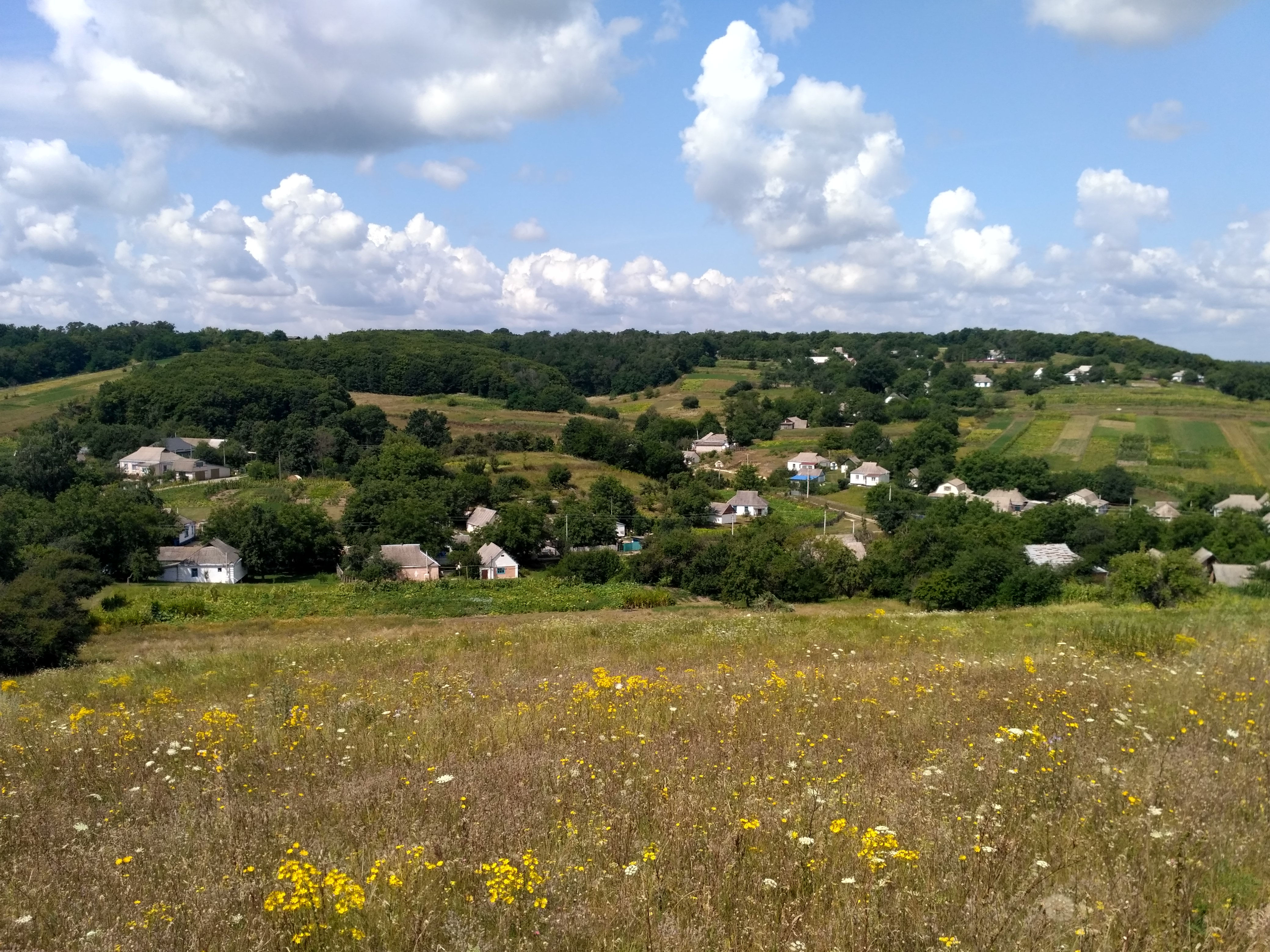
Виды села

В селе Раскопанцы функционирует детский сад и общеобразовательная школа I-II степеней. Школу посещает около 50 детей. После 9 класса ученики могут продолжать среднее образование в школах города Богуслав или села Дыбинцы.
В селе также действует дом культуры, в котором регулярно проводятся концерты, различные мероприятия для жителей села. При доме культуры действует народный хоровой коллектив «Раскопанчанка», который участвует в культурных мероприятиях не только сельского, но и районного значения. Также действует библиотека.
В селе Раскопанцы действует храм Иоанна Богослова, являющийся важнейшей историко-духовной достопримечательностью села и одним из самых старых культовых сооружений Киевщины. Деревянная трехглавая церковь была построена в 1884 и освящённая в честь святого апостола Иоанна Богослова; к храму была достроенна колокольня. 
По новым данным архитектора Ивана Быкова возведение сооружения приходится на 1726 в городе Богуслав, перенесенное впоследствии в Раскопанцы в 1884 году. Перенос обусловлен тем, что прежнее место расположения церкви часто подвергалось подтоплениям водами Роси. На новой территории храм освятили в честь апостола Иоанна Богослова.
В советский период церковь была закрыта, в помещении находился клуб, в дальнейшем колхозный склад. С обретением Украиной независимости, силой общины села церковь восстановлена, в ней начались богослужения. Поныне в ней сохранилась часть росписей XIX в. Церковь действует, как приходской храм Украинской Православной Церкви

## Современные события
В 2004 году в селе снимался клип современной украинской музыкальной фолк-группы «Гайдамаки» на песню «Богуслав». К участию в съемках клипа было приглашено почти все село. Основные события происходят на стадионе Раскопанецкой школы. В клипе можно заметить здания школы, магазина и храма.

## Органы власти
Староста села - Яцюченко Сергей Алексеевич.
Адрес рабочего кабинета: 09715, Киевская обл., Богуславский р-н, с. Раскопанцы, тел. 47-3-42.

## Персоналии
- Карлаш Алексей Анатольевич (1993—2019) — младший сержант Вооруженных сил Украины, участник ООС на востоке Украины.[7]